# Лонжек-Ординацький
Лонжек-Ординацький (пол. Łążek Ordynacki) — село в Польщі, у гміні Янів-Любельський Янівського повіту Люблінського воєводства.
Населення — 508 осіб (2011).
У 1975-1998 роках село належало до Тарнобжезького воєводства.

## Демографія
Демографічна структура станом на 31 березня 2011 року:
|          | Загалом | Допрацездатний вік | Працездатний вік | Постпрацездатний вік |
| -------- | ------- | ------------------ | ---------------- | -------------------- |
| Чоловіки | 261     | 63                 | 172              | 26                   |
| Жінки    | 247     | 42                 | 145              | 60                   |
| Разом    | 508     | 105                | 317              | 86                   |